# 1979年の文学
1979年の文学（1979ねんのぶんがく）では、1979年（昭和54年）の文学に関する出来事について記述する。

## できごと
- 1月19日 - 第80回芥川龍之介賞・直木三十五賞（1978年下半期）の選考委員会開催。
- 4月 - 第22回群像新人文学賞が発表される。村上春樹の『風の歌を聴け』が受賞。
- 7月10日 - 五木寛之の『四季・奈津子』が集英社より刊行される。同書は1979年年間ベストセラーの総合6位と、1980年年間ベストセラーの総合8位を記録した[1][2]。
- 7月18日 - 第81回芥川龍之介賞・直木三十五賞（1979年上半期）の選考委員会開催。
- 7月23日 - 村上の第1作『風の歌を聴け』が講談社より発売される[3]。
- 10月15日 - 堀晃の短編集『太陽風交点』が早川書房より刊行。同書は1981年1月発表の第1回日本SF大賞を受賞した。
- 11月16日 - 椎名誠の初めてのエッセイ集『さらば国分寺書店のオババ』が情報センター出版局より刊行[4]。同書はベストセラーとなり、「昭和軽薄体」という言葉が流行するきっかけとなった。
- 12月 - 第1回野間文芸新人賞の発表が『群像』1980年1月号にてなされる。津島佑子の『光の領分』が受賞。

## 受賞

### 日本国内
- 第80回（1978年下半期）芥川賞・直木賞（1月）
  - 芥川賞 - 該当作なし
  - 直木賞 - 宮尾登美子『一絃の琴』、有明夏夫『大浪花諸人往来』
- 第81回（1979年上半期）芥川賞・直木賞（7月）
  - 芥川賞 - 重兼芳子『やまあいの煙』、青野聰『愚者の夜』
  - 直木賞 - 田中小実昌『浪曲師朝日丸の話』『ミミのこと』、阿刀田高『ナポレオン狂』
- 谷崎潤一郎賞（第15回） - 田中小実昌『ポロポロ』
- 泉鏡花文学賞（第7回） - 眉村卓『消滅の光輪』、金井美恵子『プラトン的恋愛』
- 群像新人文学賞（第22回） - 村上春樹『風の歌を聴け』
- 野間文芸新人賞（第1回） - 津島佑子『光の領分』

### 日本国外
- ノーベル文学賞 -  オデッセアス・エリティス
- ブッカー賞 -  ペネロピ・フィッツジェラルド 『テムズ河の人々』
- ジェイムズ・テイト・ブラック記念賞（1978年度） -  モーリス・ジー 『プラム - ある家族の愛と憎しみ』（フィクション部門）
- ゴールド・ダガー賞（1979年度） -  ディック・フランシス 『利腕』

## 1979年の本

### 小説
- 阿久悠 『瀬戸内少年野球団』（文藝春秋）
- 色川武大 『生家へ』（中央公論社）
- 五木寛之 『四季・奈津子』（集英社）
- 海老沢泰久 『監督』（新潮社）
- 大江健三郎 『同時代ゲーム』（新潮社）
- 金井美恵子 『プラトン的恋愛』（講談社）
- 川端康成 『海の火祭』（新潮社）、『舞姫の暦』（毎日新聞社）
- 杉森久英 『天皇の料理番』（読売新聞社）
- 宗田理 『未知海域』（河出書房新社）
- 津島佑子 『光の領分』（講談社）
- 筒井康隆 『大いなる助走』（文藝春秋）
- 堀晃 『太陽風交点』（早川書房）
- 村上春樹 『風の歌を聴け』（講談社）
- 吉田知子 『大興安嶺死の八〇〇キロ』（新潮社）
- ジョン・ル・カレ 『スマイリーと仲間たち』　※邦訳は1981年に刊行

### その他
- 石原吉郎 『石原吉郎全集』（花神社） ※刊行開始
- 沖藤典子 『女が職場を去る日』（新潮社）
- 椎名誠 『さらば国分寺書店のオババ』（情報センター出版局）
- ハロラン芙美子 『ワシントンの町から』（文藝春秋）
- 堀江邦夫 『原発ジプシー』（現代書館）
- 向田邦子 『眠る盃』（講談社）
- 山田風太郎 『風眼抄』（六興出版）

## 死去
- 1月15日 - 田中西二郎、日本の翻訳家。71歳没。
- 2月21日 - ミハイル・ショーロホフ、ロシアの小説家。『静かなドン』の著者として知られる。73歳没。
- 6月9日 - 荒正人、福島県出身の文芸評論家。66歳没。
- 7月25日 - アレグザンダー・ケイ、米国の作家。74歳没。
- 8月1日 - 龍口直太郎、日本のアメリカ文学研究者・翻訳家。75歳没。
- 9月17日 - 吉田満、日本の小説家。『戦艦大和ノ最期』の著者として知られる。56歳没。
- 8月13日 - 福永武彦、日本の小説家。61歳没。
- 10月6日 - エリザベス・ビショップ、米国の詩人。67歳没。
- 10月22日 - 神谷美恵子、岡山県出身の精神科医・随筆家。65歳没。
- 11月7日 - 池田健太郎、愛知県出身のロシア文学者。50歳没。
- 12月2日 - 植草甚一、日本の文筆家。71歳没。